# Yakovlev Albatros
Yakovlev Albatros chỉ là một mô hình cho đến thời điểm hiện nay, nó là một phương tiện bay có tốc độ cao, khả năng thực hiện thao tác VTOL (cất hạ cánh theo chiều thẳng đứng), động cơ là loại cánh quạt, khi cất cánh và hạ cánh 2 động cơ sẽ hướng thẳng đứng lên khiến nó hoạt động như một chiếc trực thăng, khi đã bay lên thì 2 động cơ lại bẻ xuống 90° nằm ngang thân, lúc này nó lại hoạt động như một máy bay cánh quạt. Nó được trang bị một bộ cảm biến ở dưới thân, nó có thể co duỗi bánh chính, và ở 2 đuôi cũng có 2 bánh nhỏ.

## Nội dung liên quan

### Các trực thăng do Yakovlev sản xuất
Yak EG - Yak-100 - Yak-24 - Yak-60 - VVP-6 - Zhavoronok - Albatros